# Argelès-Gazost
Argelès-Gazost (em occitano: Argelèrs de Gasòst) é uma comuna francesa do departamento dos Altos Pirenéus, região dos  Occitânia. Tem 3,05 km². Em 2010 a comuna tinha 3 070 habitantes (densidade: 1 006,6 hab./km²).
A comuna faz parte da "região natural" e histórica do Lavedan, situada nos Pirenéus, na confluência dos gaves (ribeiras) de Pau e de Azun, a meio caminho entre Lourdes e Gavarnie.
A vila atual resultou da fusão das antigas aldeias de Ourout e de Vieuzac. Servida por comboio desde 1870, Argelès foi um destino turístico termal muito popular durante a Belle Époque, no final do século XIX, o que é testemunhado  pelo casino, pelo jardim à inglesa com 20 hectares, e pelas grandes e opulentas vivendas dessa época. A vila tornou-se uma espécie de réplica em pequena escala da cidade de Pau, que foi igualmente popular nessa época, que terminou com a Primeira Guerra Mundial. Atualmente as termas de Argelès continuam a ser procuradas para curar doenças de circulação e pulmonares e o turismo, tanto de inverno como de verão, é uma das principais atividades económicas locais. A antiga linha férrea, que ligava Lourdes a Cauterets e que passava por Argelès, é atualmente uma via de ciclismo.